# Keio Plaza Hotel
Le Keio Plaza Hotel (京王プラザホテル, keio puraza hoteru) est un gratte-ciel situé dans le quartier d'affaires de Nishi Shinjuku à Tokyo.

## Emplacement
L'hôtel Keio Plaza est le premier gratte-ciel construit à Nishi Shinjuku et le premier hôtel de grande hauteur au Japon. L'hôtel de 1 438 chambres est un projet de redéveloppement sur le site où se trouvait auparavant une usine de purification de l'eau (Yodobashi Purification Plant).
L'hôtel se compose de deux tours. La première, d'une hauteur de 178 mètres, a été achevée en juin 1971. Elle a été le plus haut bâtiment de Tokyo de 1970 à 1974, date à laquelle elle a été dépassée par le Shinjuku Sumitomo Building, situé à proximité. La deuxième tour, haute de 138 mètres, a été achevée en novembre 1980.

## Son rôle à Tokyo
Au début des années 1980, le gouvernement japonais envisage de sous-louer un coin du toit de l'hôtel aux Forces américaines du Japon, officiellement dans le but de relayer les transmissions télévisées entre la base aérienne de Yokota et la caserne Hardy, dans le centre de Tokyo. Le dirigeant du Parti communiste japonais Koichiro Ueda a affirmé que le véritable objectif de ce plan était de faciliter les communications avec les planificateurs stratégiques de l'armée américaine basés dans le centre de Tokyo.
L'hôtel accueille chaque année le concours Miss Japon. Il est apparu dans le film Le retour de Godzilla (1984), où il a été endommagé par Godzilla. 